# EMD GP40X
El EMD GP40X es una locomotora diésel-eléctrica de 4-ejes construida por Electro-Motive Diesel entre de diciembre de 1977 y junio de 1978. Estaba equipada con un motor diésel EMD 645F de 16-cilindros el cual producía 3,500 caballos de fuerza (2,610 kW). 23 ejemplares de esta locomotora fueron construidas para los ferrocarriles norteamericanos. Esta unidad era un versión de preproducción que se usó para probar las tecnologías que más tarde serían incorporadas a las locomotoras de la serie EMD 50, el GP50 y SD50.  Diez GP40X fueron entregadas con un bogie de diseño experimental tipo HT-B que fue una opción  (pero nunca utilizado) en el GP50.
La designación del GP40X era también dada a una locomotora experimental construida en un armazón de un EMD GP35 en mayo de 1965. Sólo hubo un ejemplar de esta locomotora y nunca fue producida, el EMD 433A, un prototipo con 3,000 hp (2,240 kW) era la primera locomotora de 4 ejes que pudo tener la nueva serie de motores 645 como prime mover. El 433A sirvió como el precursor al EMD GP40.  El 433 fue adquirido por el ferrocarril Illinois Central, y con la numeración IC 3075. El EMD 433A tiene muy poco en común con la versión de GP40X de anterior a 1977, que tuvo radiadores acampanados y un motor diésel de la serie 645 como prime mover.

## Dueños originales
| EMD GP40#X Locomotoras               | EMD GP40#X Locomotoras | EMD GP40#X Locomotoras | EMD GP40#X Locomotoras | EMD GP40#X Locomotoras                                                        |
| Ferrocarril                          | Cantidad               | Números asignados      | Tipo de bogie          | Notas                                                                         |
| ------------------------------------ | ---------------------- | ---------------------- | ---------------------- | ----------------------------------------------------------------------------- |
| Atchison, Topeka & Santa Fe Railroad | 10                     | 3800-3809              | Blomberg M             | 3800 Locotrol Maestro 3801 Locotrol Auricular                                 |
| Southern Pacific Railroad            | 2                      | 7200-7201              | HT-B                   | Locotrol Maestros; Entregado con «oreja de Elefante» pantallas de entradas    |
| Southern Pacific Railroad            | 2                      | 7230-7231              | HT-B                   | Locotrol Auriculares; Entregado con «oreja de Elefante» pantallas de entradas |
| Southern Railroad                    | 3                      | SOU 7000-7002          | Blomberg M             | Nariz-alto                                                                    |
| Unión Pacific Railroad               | 6                      | 9000-9005              | HT-B                   |                                                                               |